# Mykoryza arbuskularna

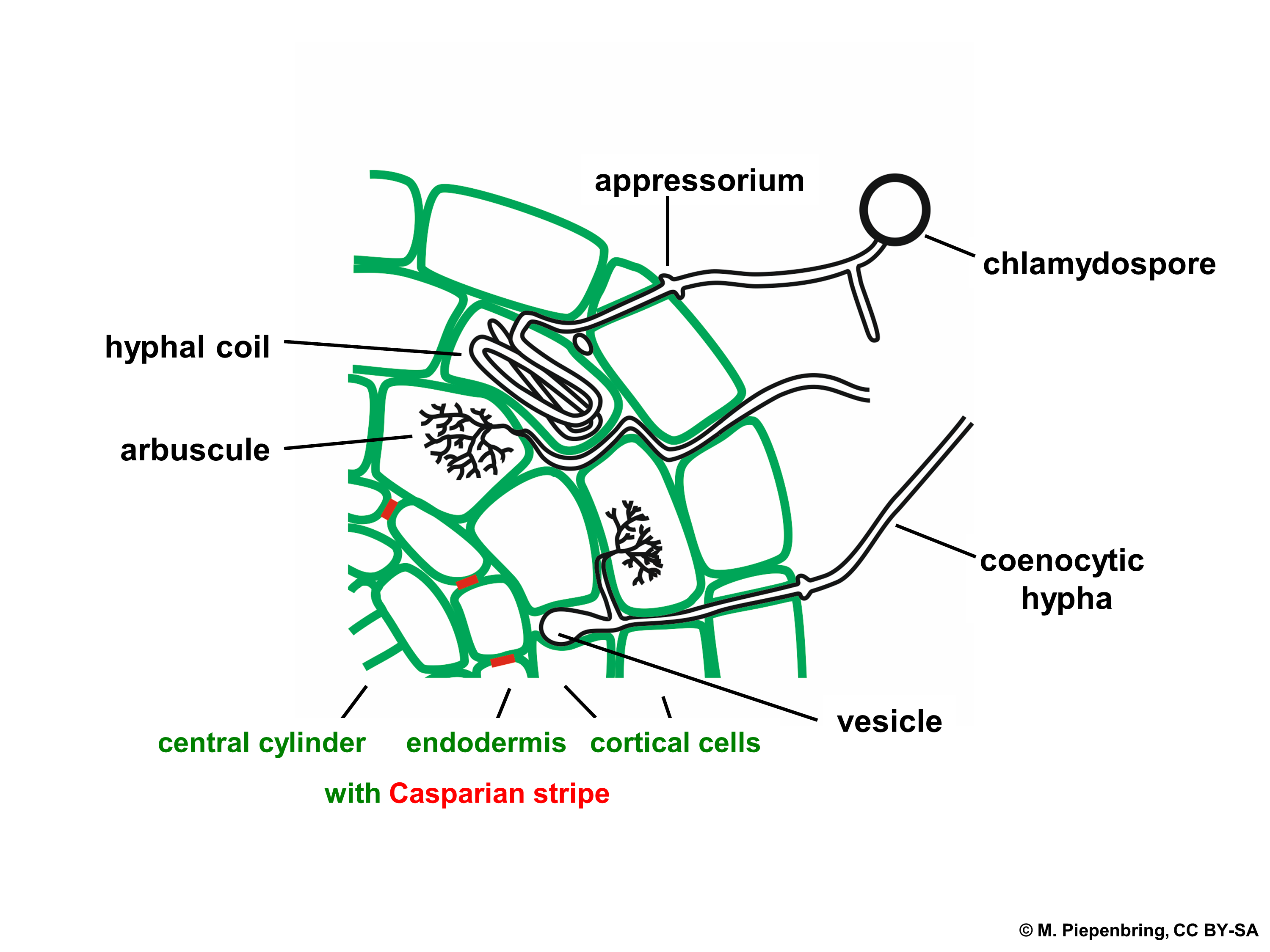
Schemat mykoryzy arbuskularnej

Strzępki Glomeromycota w komórkach korzeni drzew

Mykoryza arbuskularna (endomykoryza) – rodzaj mykoryzy, w którym grzybnia wnika do wnętrza komórek korzeni roślin. Najważniejszymi strukturami mykoryzy arbuskularnej są drzewkowato rozgałęzione strzępki zwane arbuskulami, tworzące się we wnętrzu komórek kory pierwotnej korzenia. Pośredniczą one w wymianie składników pokarmowych między rośliną a arbuskularnym grzybem mykoryzowym. Grzyby tworzące ten rodzaj mykoryzy należą do gromady Glomeromycota. Wzrost ich strzępek stymulowany jest przez strigolaktony, fitohormony wydzielane przez korzenie roślin.
Na zewnątrz korzenia występują strzępki absorpcyjne, które dostarczają roślinie wody i pierwiastków. Grzybnia zewnątrzkomórkowa buduje również połączenia między korzeniami pobliskich roślin, co umożliwia przekazywanie substancji między roślinami, nawet należącymi do różnych gatunków. Ta wspólna sieć mykoryzowa łączy cząsteczki gleby w agregaty, co wpływa na procesy glebotwórcze.
Wiele z arbuskularnych grzybów mykoryzowych tworzy w warstwach kory pierwotnej korzenia kuliste pęcherzyki (ang. vesicles). Mogą one występować zarówno międzykomórkowo, jak i wewnątrzkomórkowo. Ich rola polega na gromadzeniu substancji zapasowych, a także mogą służyć do rozmnażania i kolonizacji korzeni kolejnych roślin.
Mykoryza arbuskularna występuje u ok. 80% gatunków roślin lądowych; dominuje wśród roślin klimatu tropikalnego oraz w zbiorowiskach nieleśnych klimatu umiarkowanego.